# Sussie 4
Sussie 4 est un groupe mexicain de musique électronique, originaire de Guadalajara, Jalisco. Sussie 4 remporte les DJ and Clubbing Awards 2005 et est récompensé dans la catégorie du meilleur groupe alternatif en 2003 par le magazine américain Banda Elástica.

## Histoire
Le groupe est formé à Guadalajara, au Mexique, en 1998, et depuis ses débuts s'aventure dans la musique électronique, principalement la house. Leur premier tube On Time est sorti en 1998, et les propulse sur la scène musicale. Ce groupe ajoute différents instruments qu'il incorpore à la base électronique de la programmation, parmi lesquels des timbales, des bongos, des tambours, des guitares et des trompettes, faisant une référence continue aux rythmes latinos et surtout mexicains, en fusionnant la cumbia et le danzón avec les mélanges de platine et de présence vocale féminine.
Au début des années 2000, Sussie 4 commence à se populariser dans tout le Mexique grâce aux chansons aux rythmes électroniques appartenant à leur album Música moderna, publié par le label Nopal Beat. Tout au long de son existence, il partage la scène avec des personnalités importantes de la musique électronique, notamment Sweet Electra, Gus Gus, Bentley Rhythm Ace, DJ Hell, Sven Väth, Deep Dish et Buscemi. En 2007, ils font la première partie de la présentation de Daft Punk au Mexique. Ils participent également à des festivals tels que Vive Latino, Techno Geist, Union Fest, Rock al parque et Escárrago.
Le 23 juillet 2022, le groupe joue avec María Daniela au Red Mosquito Pop. Plus de 20 ans après leurs débuts, en 2024, ils décident de mettre leurs morceaux à la vente sur les plateformes musicales web comme Spotify.

## Discographie

### Albums
- 2002 : Música moderna (CD) (Nopal Beat)
- 2002 : Suite Tropical (EP) (Nopal Beat)
- 2006 : Red Album (EMI Music)
- 2007 : Red Album Edición Especial (EMI Music)
- 2008 : Dame Más (EP)
- 2008 : Plug and Play
- 2009 : International Sonora
- 2012 : Radiolatina

### Remixes
- 2001 : Llegaste A Mi (BMG)
- 2005 : Lado EstePara Continuar (Sussie... Discos Antídoto)
- 2008 : English Summer Rain (remix de Placebo)

### Productions
- 2001 : Mexican Divas 3 (Opción Sónica)
- 2002 : Esta Vez (Universal Records)
- 2005 : Lado Este (Discos Antídoto)